# Lampetis drummondi
Lampetis drummondi är en skalbaggsart som först beskrevs av François Louis Nompar de Caumont de Laporte och Hippolyte Louis Gory 1837.  Lampetis drummondi ingår i släktet Lampetis och familjen praktbaggar. Inga underarter finns listade i Catalogue of Life.